# لاسی لو اهرن
لاسی لو اهرن (انگلیسی: Lassie Lou Ahern؛ ۲۵ ژوئن ۱۹۲۰ – ۱۵ فوریهٔ ۲۰۱۸) هنرپیشه اهل ایالات متحده آمریکا بود.

## فیلم‌شناسی
از فیلم‌های او می‌توان به آوای وحش و کک‌های جنجال‌آفرین اشاره نمود.